# فريدريك أهل
فريدريك أهل (بالإنجليزية: Frederick Ahl)‏ هو باحث في تاريخ العصور الكلاسيكية أمريكي، ولد في 1941.